# 鴨瘟
鴨瘟（Duck plague），又稱鴨病毒性腸炎（Duck viral enteritis, DVE），是鴨瘟病毒（AnHV-1, DEV）感染鴨、鵝與天鵝等水鳥所致的疾病，世界各地皆有疫情，且致死率高，可由受感染的雌鴨垂直傳播給下一代，亦可經污染的水源或直接接觸在個體間水平傳播。有遷徙行為的水鳥常為無症狀的帶原者，因而為鴨瘟的重要傳播媒介。此疾病的潛伏期一般是三到七天，一星期大的幼鳥亦可能被感染。

## 感染對象

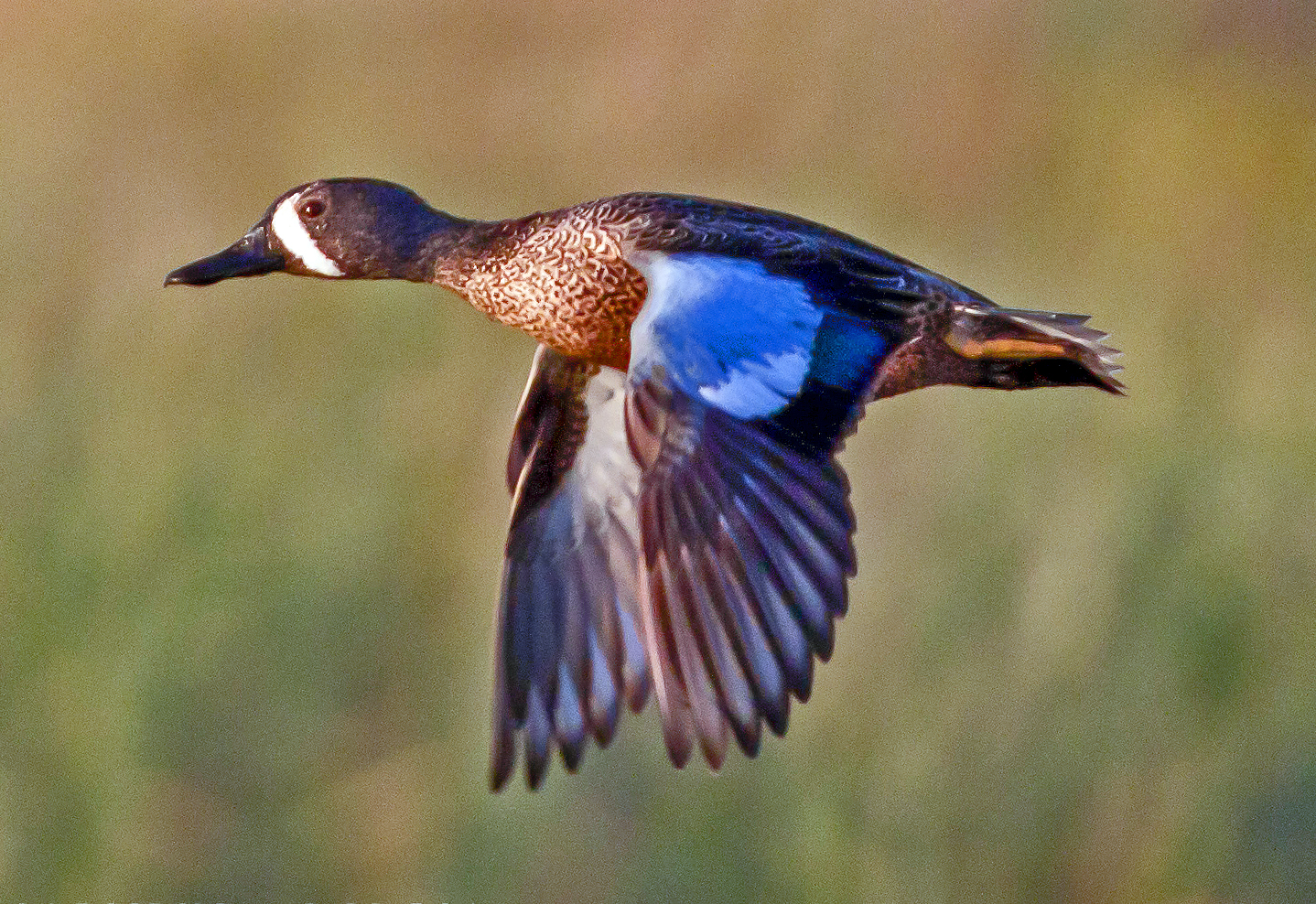
藍翅鴨是最易感染鴨瘟的水鳥之一

鴨瘟病毒一般只能感染雁形目鴨科的鳥類，但有報導顯示骨頂屬（鶴形目秧雞科）的水鳥也可能被感染，可能顯示此病毒已適應了其他類群的宿主。不同水鳥對鴨瘟病毒的抗性亦不相同，野鳥的一般比家禽更具抗性，藍翅鴨（Spatula discors）是最易被感染的水鳥之一，綠頭鴨對此病的抗性則強得多，可能為此病毒的儲蓄宿主。另有一研究顯示感染尖尾鴨所需的鴨瘟病毒量超過感染藍翅鴨所需病毒量的三十萬倍。水鳥以外的鳥類或其他動物則沒有被感染的紀錄。

## 症狀
感染鴨瘟病毒後，家禽通常有3至7天的潛伏期，野鳥的潛伏期則可能長達兩週，之後症狀包括食欲不振、產蛋數下降兩成至四成、鼻腔分泌物增加、口渴、腹瀉、共濟失調、畏光、震顫、翅膀下垂等，病理特徵為小腸粘膜出血潰瘍，肝臟與脾臟腫大且組織局部壞死等，具體症狀因病毒株系以及被感染個體的種類、性別與免疫力強弱而異。鴨瘟的致死率很高，有時可高達90%，常造成鴨隻突發性大量死亡，被感染的個體常在症狀出現的五天內死亡。

## 流行病學
鴨瘟一般流行於春季，在美國、英國與荷蘭於三月至六月間最為盛行，而在南半球則常在十一月至二月間爆發。被感染的個體若存活，會進入帶原的潛伏期長達四年，可將病毒傳染給其他個體，包括雌鴨至雛鴨的垂直感染以及個體間接觸造成的水平感染。潛伏期中鴨瘟病毒與其他皰疹病毒一樣常潛伏於三叉神經節與淋巴系統等處，在宿主處於壓力狀態（如遷徙季、繁殖季或其他心理因素所致）時，病毒可能移動至神經根並造成皰疹的症狀。

## 治療
美國已普遍為飼養的鴨隻施用減毒性病毒以預防鴨瘟感染。一但出現感染，需妥善降低鴨隻密度並進行消毒以防止疫情爆發。目前沒有針對鴨瘟的用藥，但有研究顯示白藜蘆醇有一定的抗病能力。

## 病毒學
鴨瘟病毒屬於皰疹病毒科甲型皰疹病毒亞科的馬立克病毒屬（Mardivirus），直徑約120至130奈米，呈球狀且具有外膜，與其他皰疹病毒一樣具有線狀雙股DNA的基因組，基因組約由15.8萬個鹼基對組成，包括长独特区（UL）、内部反向重复序列（IRS）、短独特区（US）及末端反向重复序列区（TRS）等四個區域，估計可編碼78種蛋白質，其中有65個基因位於長獨特區，11個位於短獨特區，另兩個則分別位於IRS與TRS。有三個基因為鴨瘟病毒特有，不見於其他皰疹病毒中。基因組中已知有兩個複製起點，分別位於IRS與TRS區域。
鴨瘟病毒感染宿主後，一般在消化道粘膜中複製增殖，並散播至腔上囊、胸腺、脾臟與肝臟等部位，屬可以感染多種組織的泛嗜性病毒（pantropic virus），可造成宿主淋巴組織的壞死或凋亡，進而造成免疫抑制。

## 歷史
歷史上首次紀錄鴨瘟疫情爆發於1923年的荷蘭。美國首次紀錄的疫情爆發於1967年的紐約州長島，對美國養鴨業造成超成沈重打擊，損失超過100萬美元，1973年，南達科他州湖安第斯爆發鴨瘟疫情。中國首次紀錄鴨瘟疫情爆發於1957年的廣州。此外鴨瘟也在加拿大、英國、匈牙利、丹麥、奧地利、法國、比利時、越南、泰國與印度等國對養鴨業造成嚴重損失。
2005年，因沒有在國際間散播的跡象，且對公共衛生的威脅較小，鴨瘟被世界動物衛生組織從強制通報的疾病列表移除。

## 外部鏈接
- .   [2019-12-11]. （原始内容存档于2019-12-11）., expert reviewed and published by Wikivet, accessed January 9, 2011